# Ла Варенн, Франсуа
Франсуа Пьер де Ла Варенн (1615—1678) — французский шеф-повар и писатель, автор книги «Французский повар» (фр. Le Cuisinier François, 1651), одной из самых влиятельных кулинарных книг о зарождении современной французской кухни. Ла Варенн препятствовал итальянскому влиянию в кулинарии, революционизировал французскую средневековую кухню переходом к более лёгким блюдам и более скромной презентации. Является одним из основателей высокой кухни.

## Биография
Ла Варенн был среди первых французских шеф-поваров, которые писали для профессиональной аудитории и которые собирали информацию по французской кухне во времена короля Людовика XIV. Среди других отмечались Николя Боннефон, автор книг «Французский садовник» (фр. Le Jardinier François, 1651) и «Сельские удовольствия» (фр. Les Délices de la campagne, 1654), а также Франсуа Массиало, автор книги «Повар для короля и буржуа» (фр. Le Cuisinier royal et bourgeois, 1691), которая переиздавалась в середине XVIII века.

### Книги

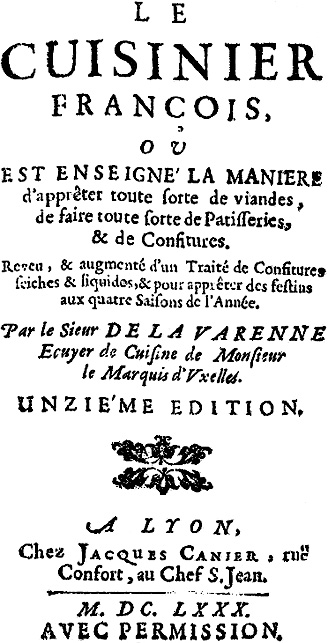
Первая страница книги «Французский повар»

В книге «Французский повар» впервые в письменном виде были представлены значительные кулинарные инновации, достигнутые во Франции в XVII веке. Были собраны и систематизированы требования к приготовлению пищи в соответствии с правилами и принципами. 
«Книга начинается с рецептов супов, затем после раздела о желе Варенн переходит к рецептам мясных блюд. За мясными блюдами следуют постные: сначала постные супы, затем постное основное блюдо...Отдельная глава посвящена овощам, пряным травам и грибам. Затем идут кремы и молочные блюда, в том числе итальянская рикотта. В разделе "Кондитерские изделия" приводятся рецепты всевозможных пирогов: с мясом, рыбой, яйцами, травами, фруктами, сыром».

.
В этой книге Ла Варенн описал созданный им соус бешамель и суп-биск. Он заменил рассыпной хлеб на загуститель «Ру» как основу для соусов, а также смалец (лярд) на сливочное масло. Здесь впервые встречаются термины «букет гарни», бульоны и соусы как основы кулинарии (фр. fonds de cuisine), «выпаривание» (фр. réduction) соуса, а также использование яичных белков для осветления. Ла Варенн также описал самый старый рецепт торта «Наполеон». Здесь также есть сведения о ранних формах голландского соуса: «делаем соус из качественного свежего сливочного масла, немного уксуса, соль и мускатный орех, а также яичный желток для связывания соуса; следим, чтобы он не свернулся…»
Книгу «Французский кондитер» (фр. Le Pâtissier François, 1653) считают первой всеобъемлющей французском работой по приготовлению выпечки. В книге «Французское варенье» (фр. Le Confiturier françois, 1664) Ла Варенн описал джемы, желе, варенье, рецепты сиропов, компотов и большого разнообразия фруктовых напитков, а также раздел о салатах. Ещё одна книга Ла Варенна «Школа рагу» (фр. l'école des ragoûts) вышла в 1668 году.

### Популярность
Все ранние издания произведений Ла Варенна, выдержавших более тридцати изданий за 75 лет, сейчас являются крайне редкими, поскольку они использовались читателями на кухнях и быстро изнашивались.
Пиратские издания «Французского повара» были напечатаны в Амстердаме (1653) и Гааге (1654—1656). Вскоре появились подражатели: «Le Cuisinier françois méthodique» была опубликована анонимно в Париже в 1660 году. «The French Cook» (Лондон, 1653) стал первым английским переводом издания по французской кулинарии на английский язык. Были введены профессиональные термины, такие как à la mode (например, десерты а-ля мод), au bleu («о бле», когда идёт речь о непрожаренной рыбе) и au naturel («о натюрель» — в естественном виде), которые сейчас являются стандартными кулинарными выражениями.
О популярности его книг можно судить по тому, что свыше 250000 их экземпляров были напечатаны в 250 изданиях, которые вышли до 1815 года.
Первый опыт Ла Варенн якобы получил на кухне королевы Марии Медичи. В те времена, когда издавались его книги, Ла Варенн имел десятилетний опыт шеф-повара у дипломата и генерала Николя Шалон-дю-Бле, маркиза д’Юксель, которому он посвятил свои публикации и которого увековечил в «дюкселях» (duxelles, дюксель — французская грибная паста, мелко-фаршированные грибы, приправленные травами и луком-шалот), которые и сейчас являются изысканной приправой для рыбы и овощей. Маркиз д’Юксель был королевским губернатором в Шалон-сюр-Соне, городе, который, возможно, является местом рождения Ла Варенна.
Книга «Французский повар» была переиздана в 1983 году.